# Самарский (Матвеево-Курганский район)
Самарский — хутор в Матвеево-Курганском районе Ростовской области.
Входит в состав Новониколаевского сельского поселения.

## География

### Улицы
- ул. Зеленая,
- ул. Озерная.

## Население
| 2010 |
| ---- |
| 22   |